# Naturbeskyttelse
Naturbeskyttelse er en samlebetegnelse for en lang række tiltag med henblik på at sikre naturressourcerne og mangfoldigheden af arter og natur i verden. Man har over hele verden vedtaget en lang række nationale og internationale regler, f.eks Bern-konventionen, FN’s Biodiversitetskonvention, EUs Natura 2000 projekt, World Conservation Union og den nationale lovgivning, i Danmark er samlet i Naturbeskyttelsesloven som forvaltes af Miljøministeriet. 
Samtidig er en lang række ikke statslige miljøorganisationer involveret i arbejdet, f.eks WWF Verdensnaturfonden, og i Danmark Danmarks Naturfredningsforening og Dansk Ornitologisk Forening.
Redskaber til at beskytte naturen kan være område- og artsbeskyttelse, naturpleje, naturgenopretning, planlægning, overvågning, naturfredning, oprettelse af reservater, beskyttelseslinjer ved kyster søer åer , skove og lignende, aftaler, tilskud og oplysning.

## EUs biodiversitetsstrategi
EUs biodiversitetsstrategi for 2030  har en målsætning om at  30 % af arealet i unionens lande skal reserveres til natur. Endvidere skal der være en reduktion af brugen af og risikoen ved pesticider med 50 % senest i 2030 og plantning af 3 milliarder træer i hele EU.

## Eksterne links
- Naturbeskyttelsesloven (Lovbekendtgørelse nr 1392 af 04/10/2022) på retsinformation.dk
- Om naturbeskyttelse Arkiveret 3. december 2010 hos  Wayback Machine, Danmarks Naturfredningsforening